# Hard seltzer
Pour les articles homonymes, voir Seltzer.

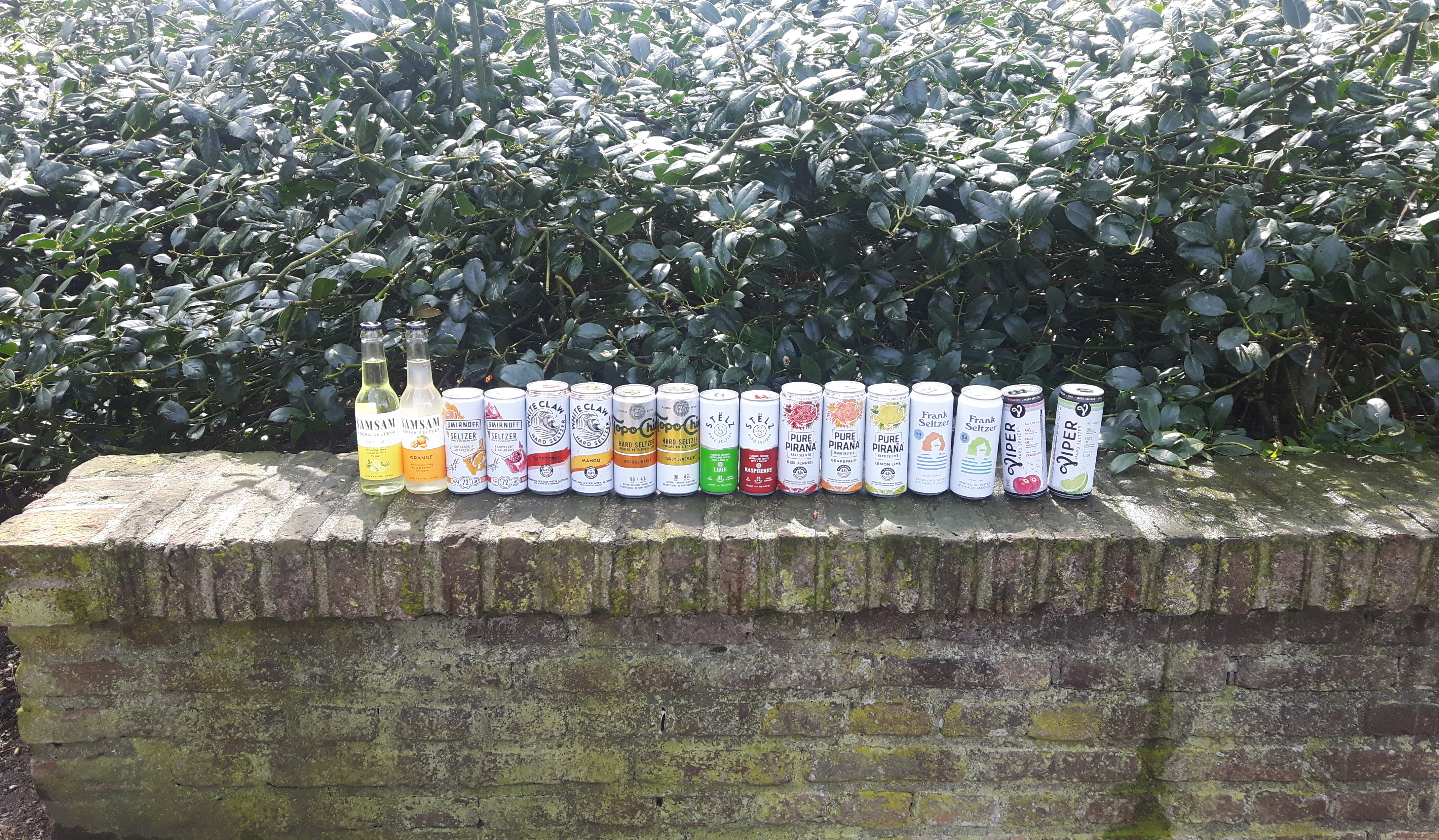
Hard seltzer.

Le hard seltzer (ou eau pétillante alcoolisée) est une boisson alcoolisée composée d'eau gazeuse aromatisée aux fruits ayant un indice d'alcool compris généralement entre 4 et 6 %. Cette boisson a connu un succès grandissant aux États-Unis en 2019.
En France, le hard seltzer émerge à l'été 2020 avec des marques françaises et des importateurs américains.

## Histoire
Nés aux États-Unis en 2013 avec les marques Spiked Seltzer (devenue Bon & Viv), puis Press en 2015, Nauti, Truly, White Claw en 2016, les hard seltzers (littéralement : « eaux pétillantes alcoolisées » ; le nom dérive de l'eau de Seltz) sont pendant des années une boisson confidentielle, réservée à quelques initiés des Côtes Est / Ouest et des centres urbains. 
En 2019, la boisson touche le grand public, notamment grâce à la marque White Claw qui fait le « buzz » sur les réseaux sociaux. Les ventes augmentent dans l'ensemble du pays et on dénombre à la fin de l’année plus de quarante marques sur le segment pour un marché estimé à 1,75 milliard de dollars en 2019 (et des projections à 4,7 milliards de dollars en 2022). Rapidement, d’autres marques apparaissent en Angleterre, en Suède, en Australie, en Nouvelle-Zélande, au Japon, prenant le pari que les hard seltzers ne sont pas une mode passagère mais le reflet de changements profonds des modes de consommation. D'après les dernières estimations en 2020, au moins 65 marques coexistent sur le marché des États-Unis (contre 10 en 2018). En 2021, c'est le groupe Coca-Cola qui lance son hard seltzer avec une implantation sur le marché français à partir du printemps 2021, avec la marque Topo Chico.

### En France
Certains acteurs du marché arrivent sur le marché en utilisant un positionnement marketing qui est jugé comme malsain. La marque Snowmelt utilise l'image de la nature, du sport et des sportifs pour sa publicité. Dès son arrivée en France, deux plaintes lui sont opposées de la part d'UFC-Que Choisir et de l'association Addictions France pour violation de la loi Évin d'une part et pour pratiques commerciales trompeuses d'autre part.